# Luc Reinette
Pour les articles homonymes, voir Reinette (homonymie).
Luc Reinette est un militant anticolonialiste et indépendantiste guadeloupéen né en 1952. Il est le frère de l'homme télévision et réalisateur Michel Reinette.

## Biographie
Il fait partie des fondateurs du Groupe de libération armée (GLA) en 1980 puis de l'Alliance révolutionnaire caraïbe (ARC) en 1983 qui luttent pour l'indépendance de la Guyane, de la Martinique et de la Guadeloupe par la lutte armée.
Il se fait arrêter une première fois le samedi 7 mars 1981 pour une tentative d'enlèvement d'une journaliste de FR3-Guadeloupe organisé par le GLA. Il sera libéré le 2 juillet 1981 alors que plusieurs syndicats guadeloupéens avaient appelé à la grève générale depuis le 29 juin pour réclamer sa libération et qu'il avait entamé une grève de la faim.
Le 8 novembre 1981, il participe à la création de Radio-Unité avec le GLA. La radio émet illégalement depuis Pointe-à-Pitre, principalement en créole, elle se veut une radio de combat.
En novembre 1983, recherché à la suite d'une vague d'attentats ayant fait 23 blessés et victime d'une tentative de meurtre, il décide de partir en « marronnage » jusqu'au 27 novembre 1984 ou il se fera arrêter par hasard lors d'un contrôle de routine. 
Jugé en février 1985 pour un attentat meurtrier attribué à l'ARC dont il nie la responsabilité et pour transport illégal d'armes, il écopera d'une peine de 12 ans au total en première instance commuée en 23 ans après avoir fait appel. Il s'échappera le 16 juin 1985 avec trois camarades pour continuer de lutter dans la clandestinité.
Il est de nouveau arrêté le 21 juillet 1987 lors d'une escale à Saint-Vincent-et-les-Grenadines avec ses camarades après avoir tenté d'établir un gouvernement provisoire guadeloupéen depuis le Guyana. Après être passés par les prisons de Fleury-Mérogis, de la Santé et de Fresnes, ils seront amnistiés le 12 juillet 1989. Cela signera la fin des actions de l'ARC.
Après sa libération il continuera son combat indépendantiste de façon pacifique.
En 1992 il fondera le Comité international des peuples noirs (CIPN).
En avril 2021, à la suite de propos tenus dans une tribune publiée en octobre 2020, il est écope d'un rappel à la loi à la suite d'une poursuite pour « incitation à la haine ». Il avait reçu de nombreux soutiens, par exemple de la CGTG.